# Ophiorrhiza zambalensis
Ophiorrhiza zambalensis är en måreväxtart som beskrevs av Adolph Daniel Edward Elmer. Ophiorrhiza zambalensis ingår i släktet Ophiorrhiza och familjen måreväxter. Inga underarter finns listade i Catalogue of Life.